# دریاچه تبز
دریاچه تبز (قزاقی: Тебез) یک دریاچه در استان آق‌تپه کشور قزاقستان است.